# Велико Тројство
Велико Тројство је насељено место и седиште општине у Бјеловарско-билогорској жупанији, Република Хрватска.

## Историја
До територијалне реорганизације у Хрватској налазило се у саставу бивше велике општине Бјеловар.

## Становништво
На попису становништва 2011. године, општина Велико Тројство је имала 2.741 становника, од чега у самом Великом Тројству 1.197.

## Попис1991.
На попису становништва 1991. године, насељено место Велико Тројство је имало 1.295 становника, следећег националног састава:
| Попис 1991.‍   | Попис 1991.‍  | Попис 1991.‍ | Попис 1991.‍ | Попис 1991.‍ |
| ------------- | ------------ | ----------- | ----------- | ----------- |
|               |              |             |             |             |
| Хрвати        | Хрвати       |             | 1.248       | 96,37%      |
| Срби          | Срби         |             | 9           | 0,69%       |
| Југословени   | Југословени  |             | 4           | 0,30%       |
| Муслимани     | Муслимани    |             | 3           | 0,23%       |
| Словенци      | Словенци     |             | 3           | 0,23%       |
| Македонци     | Македонци    |             | 1           | 0,07%       |
| Немци         | Немци        |             | 1           | 0,07%       |
| Чеси          | Чеси         |             | 1           | 0,07%       |
| неопредељени  | неопредељени |             | 16          | 1,23%       |
| регион. опр.  | регион. опр. |             | 1           | 0,07%       |
| непознато     | непознато    |             | 8           | 0,61%       |
| укупно: 1.295 |              |             |             |             |